# Stille Hochzeit – Zum Teufel mit Stalin!
Stille Hochzeit – Zum Teufel mit Stalin! ist eine französisch/luxemburgische/rumänische Filmkomödie aus dem Jahr 2008. Der auf einer wahren Begebenheit basierende Film karikiert die Lebensverhältnisse unter der kommunistischen Herrschaft zu Beginn der 1950er Jahre in Rumänien. Der Film ist das Kinodebüt von Regisseur Horațiu Mălăele.

## Inhalt
Am 5. März 1953 erlag in Moskau Diktator Josef Stalin den Folgen eines Schlaganfalls. Zu dieser Zeit steht Rumänien unter kommunistischer Herrschaft, aus diesem Grund dürfen in der Woche nach Stalins Tod keinerlei Feste veranstaltet werden.
In einem abgelegenen Dorf schweben Mara und Iancu auf Wolke Sieben. Das ganze Dorf weiß über ihre „unehrenhafte“ Zweisamkeit Bescheid. Nach einem Streit der Väter willigt Iancu ein, Mara zu heiraten.
Kurze Zeit später sind die Vorbereitungen für die Hochzeit bereits in vollem Gange. Die Tische sind gedeckt, das Essen gekocht und das Hochzeitspaar freut sich auf den schönsten Tag ihres Lebens. Doch mitten in die lustige Hochzeitsvorbereitung platzt der Bürgermeister herein, der schlimme Neuigkeiten zu berichten hat: Stalin ist tot. In der nächsten Woche ist jede Festlichkeit untersagt. Ausnahmen sind unter keinen Umständen möglich.
Daher muss das Fest verschoben werden. Doch die Bewohner des kleinen rumänischen Dorfes sind hierzu nicht bereit. Kurzerhand verlegen sie das Fest in eine Scheune und warten, bis die Sonne untergegangen ist. Als es endlich dunkel ist, kann die Hochzeitsfeier beginnen. Um bei der verbotenen Zusammenkunft nicht entdeckt zu werden, versuchen die Gäste, in völliger Stille zu feiern. Später in der Nacht bricht mit lautem Getöse ein russischer Panzer durch die Mauer des Festsaals und die Bewohner werden bestraft.

## Kritik
„Burleske Komödie, die die Unmenschlichkeit diktatorischer Systeme zeigen will, jedoch an der grobschlächtig-karikierenden Zeichnung des Mikrokosmos scheitert, die keine Empathie mit den Figuren aufkommen lässt.“